# Iglesia de la Transfiguración (Useras)
La iglesia de la Asunción de la localidad de Useras (Provincia de Castellón, España) está datada a principios del siglo XVII, y todo hace pensar que fue construido aprovechando las ruinas del antiguo castillo. 

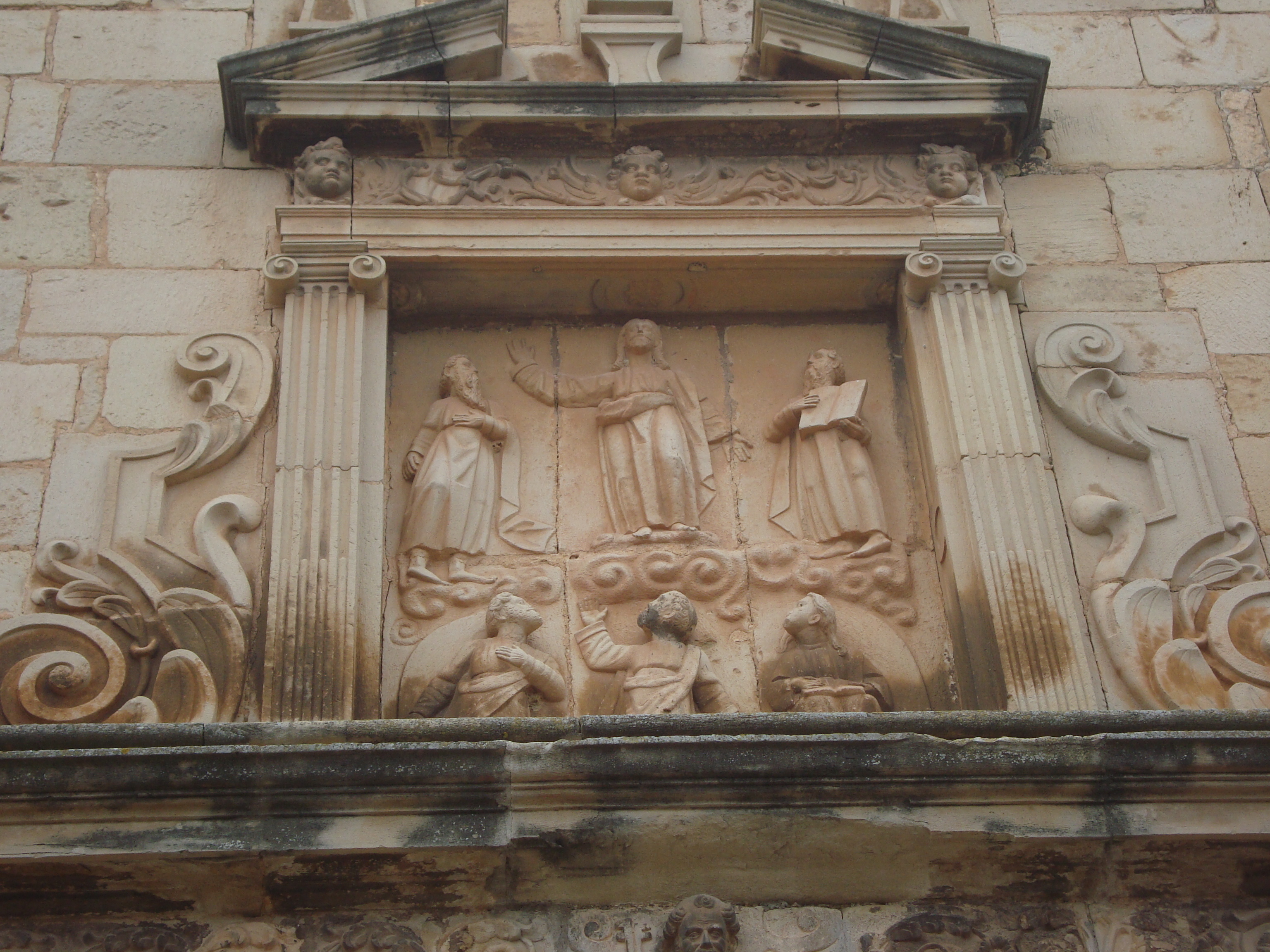
Retablo de la Transfiguración, Les Useres.

Investigaciones recientes han llevado a señalar que el constructor de la iglesia fue un tal Esteve Ganaut, natural de la población. Una inscripción refleja que la primera piedra se colocó el 9 de noviembre de 1613.
Su fachada forma conjunto con el campanario, con piedra de sillería en la fachada, torre y contrafuertes. El templo, de planta rectangular, viene de modelos que la arquitectura gótica catalana utilizó en el siglo XV, ábside poligonal y capillas laterales entre los contrafuertes.
La portada-retablo es de doble cuerpo con columnas adosadas y arco de medio punto. Al exterior de las pilastras hay hornacinas con esculturas de San Miguel y San Juan Bautista arriba, en las inferiores, San Vicente Mártir y San Vicente Ferrer. Una cornisa con busto de San Pedro remata este cuerpo y sirve de base superior, que lleva pilastras jónicas y friso y remate de frontón partido. Este es el marco al relieve central de la Transfiguración.
El templo fue incendiado durante la guerra civil desapareciendo imágenes, lienzos del altar mayor, retablos y orfebrería.

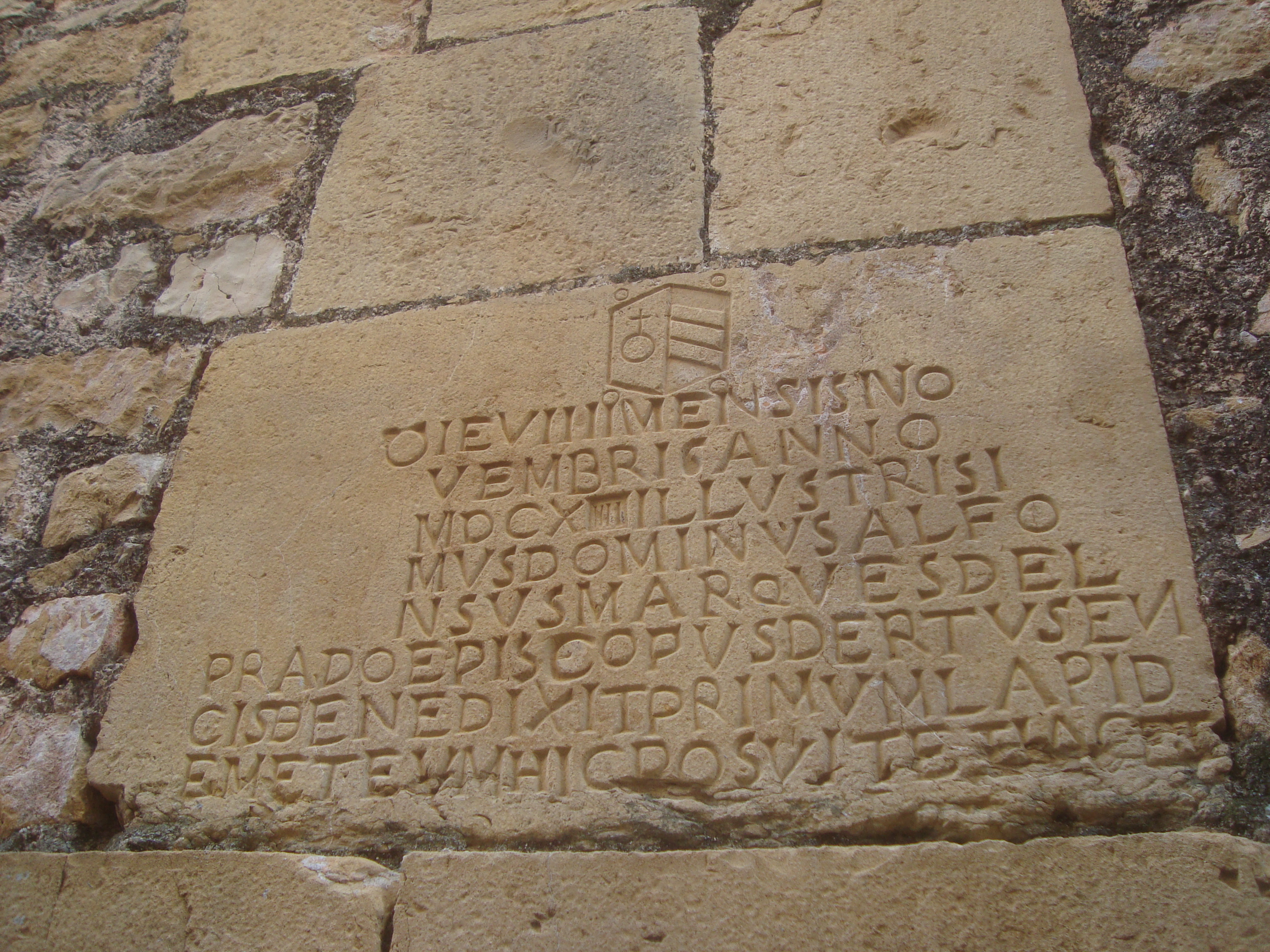
Piedra de fundación de la iglesia parroquial de Les Useres (España).